# 钱德拉谢哈·阿加什

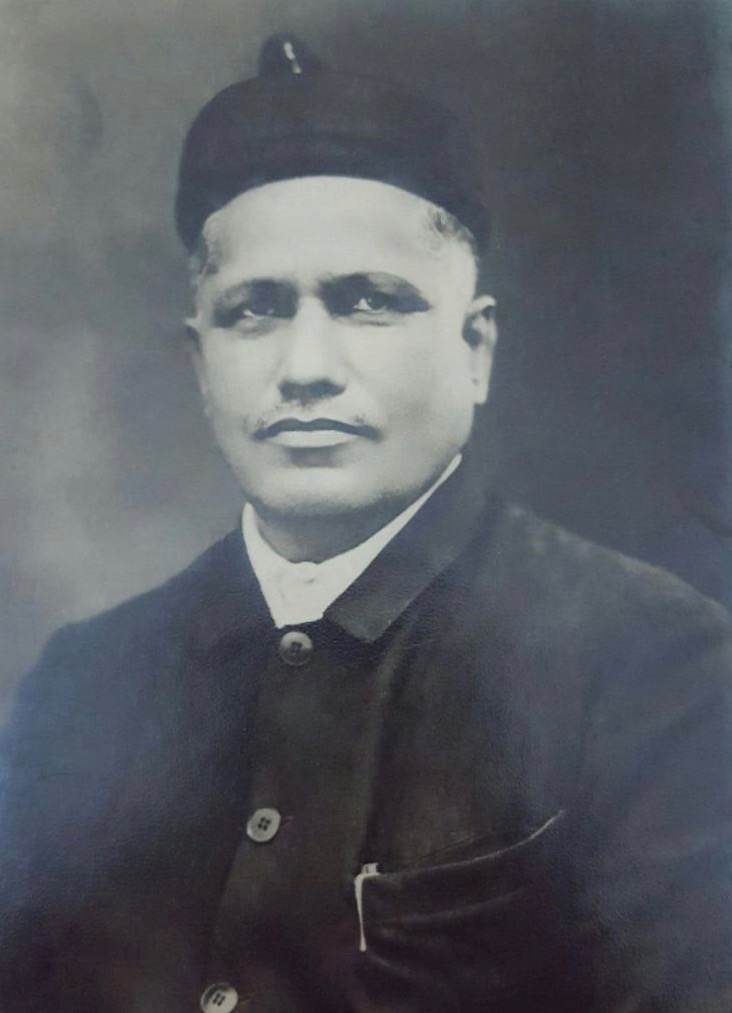

钱德拉谢哈·阿加什 (Chandrashekhar Agashe)（马拉地语：चंद्रशेखर आगाशे；IAST：Candraśekhara Āgāśe1889年2月14日—1889年2月14日，印度律師、实业家。从1934年Brihan Maharashtra Sugar Syndicate Ltd.成立到1956年去世爲止，他一直担任該公司的董事总经理。